# Szinglik éjszakája
A Szinglik éjszakája 2010-ben bemutatott magyar romantikus filmvígjáték, melyet Sas Tamás rendezett. A főbb szerepekben Hámori Gabriella, Gallusz Nikolett, Sárközi-Nagy Ilona és Szávai Viktória látható.

## Történet
Juli (Hámori Gabriella), Zsófi (Gallusz Nikolett), Edit (Sárközi-Nagy Ilona), és Adrienn (Szávai Viktória), a négy barátnő még gyermekkorukban megfogadták: soha nem fognak férjhez menni. A harmincas csinos lányok okosak, műveltek, tartják is magukat a fogadalomhoz, ám Juli mégiscsak megszegi az esküt, mert azt hiszi, megtalálta a nagy Ő-t egy gazdag angol személyében. Juli tehát bejelenti három legkedvesebb barátnőjének: Házasodni fog!

## Szereplők
- Hámori Gabriella – Juli
- Sárközi-Nagy Ilona – Edit
- Szávai Viktória – Adrienn
- Gallusz Nikolett – Zsófi
- Karácsonyi Zoltán – Róka
- Seress Zoltán – Zsé
- Hevér Gábor – Torony
- Gyuriska János – Török
- Matt Devere – Albert
- Scherer Péter – taxis
- Kolovratnik Krisztián – Levi
- Gubík Ági – Andi
- Tordai Teri – Gyöngyi
- Kelemen Csaba – Tibor
- Görög László – színházi rendező
- Vándor Éva – Mrs. Alvey
- Kincses Károly – Mr. Alvey
- Vajda Milán – biztonsági őr
- Lisztóczki Péter – biztonsági őr
- Korda György – pókerező maffiózó
- Csatlós Vilmos – pókerező maffiózó
- Trokán Nóra – Levi barátnője
- Vári-Kovács Péter – Tibike
- Horváth Erika – ügyintézőnő
- Kovács Niki – szaunás lány
- Venczel Valentin – férfi a lelátón
- Balogh András – pap
- Ötvös András – színész
- Szabó Margaréta – színésznő
- Bereczky G. Zoltán – színész
- Kállai-Kiss Zsófia – színésznő
- Lábodi Ádám – súgó
- Tóth Mihály – lantos
- Trecskó Zsófia – virágbolti eladó
- Gulyás Boglárka – szőke majdnem Andi
- Major Máté – vőlegény (1666)
- Herrer Sára – menyasszony (1666)
- Szemán Béla – plébános (1666)
- Berecz Ferenc – lovas (1666)
- Cirkó József – énekesnő sofőrje
- Tiszeker Dániel – tévés asszisztens

## Kritikai visszhang
A filmkritikusok véleménye túlnyomóan negatív volt a filmről. Bár az alapötletet nem tartották rossznak, kritizálták annak gyakorlati kivitelezését (beleértve a forgatókönyvet, a szerintük lapos poénokat, valamint az összecsapott jeleneteket), továbbá a szponzorok által forgalmazott reklámtermékek tömeges megjelenítését a filmben. „A párbeszédek teljesen élettelenek, a cselekmény csavarjai vagy észszerűtlenek, vagy kiszámíthatóak, Sas Tamás próbál gyors vágásokkal váltani a történetszálak között, de mindig rosszkor, amikor a néző már éppen megpróbálná beleélni magát... Az egyetlen, ami átgondoltan mindig a legjobb és legfeltűnőbb jeleneteket és képeket kapta, az a reklám.”
A filmről maga Sas Tamás is azt nyilatkozta, hogy nem sikerült a legjobban és nem váltotta be az előzetesen hozzáfűzött reményeket. Mindezt tetézi a film nézők előtti népszerűtlensége. Az IMDB nevű filmportálon például alig több mint 2-es szintű az értékelése. Mindamellett a film betétdalának számító dalszerzemény Nagy Adri előadásában sláger lett.